# Sajmir Gjokeja
Sajmir Gjokeja (sinh 31 tháng 3 năm 1985) là một cầu thủ bóng đá Albania thi đấu ở vị trí tiền vệ tấn công cho Besëlidhja Lezhë ở Giải bóng đá hạng nhất quốc gia Albania.